# Rógvi Jacobsen
Rogvi Jacobsen, né le 5 mars 1979 à Klaksvík (Îles Féroé), est un joueur international de football féroïen.
Lors du match Italie-Îles Féroé (victoire de l'Italie 3-1) comptant pour les éliminatoires de l'Euro 2008, Rógvi Jacobsen, attaquant combatif, rentre dans l'histoire de son pays en devenant le meilleur buteur des Îles Féroé en marquant, de la tête, son 10e but international battant ainsi le record de 9 buts détenu par Todi Jónsson.